# Польовий ординаріат Війська Польського

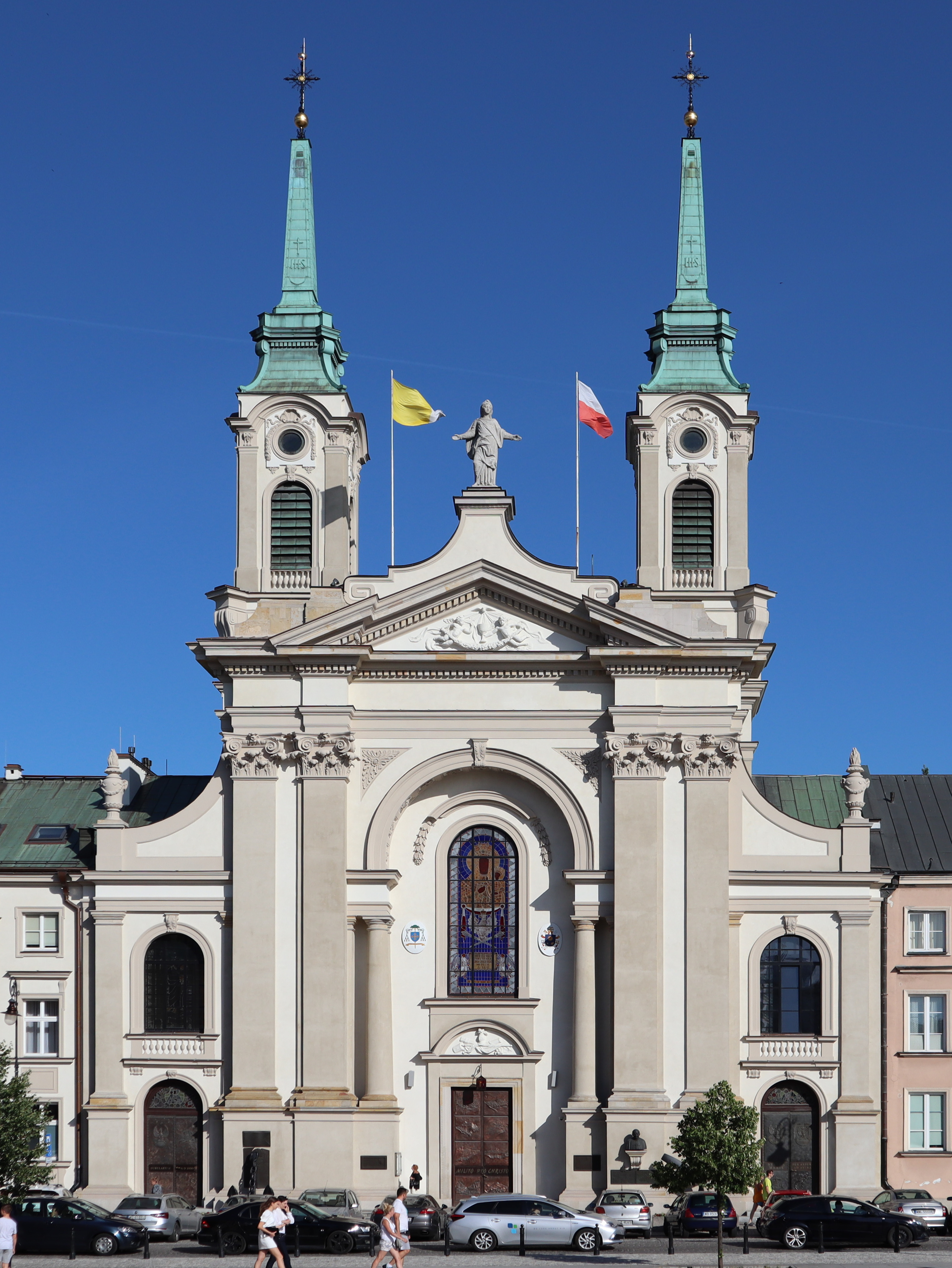
Катедральний собор Ординаріату

Польовий ординаріат Війська Польського (пол. Ordynariat Polowy Wojska Polskiego) — військова дієцезія та єпископство католицької церкви в Польщі. Заснована 5 лютого 1919 папою Бенедиктом XV як Польова єпископська курія. Очолює його єпископ у званні дивізійного генерала. Військове капеланство охоплює військові частини, військові шпиталі та санаторії, військові навчальні заклади, підрозділи Війська Польського, що виконують миротворчі місії у Сирії, Лівані, Боснії та Герцеговині, Албанії, Іраку. На сьогодні серед капеланів римо-католиків та греко-католиків близько 94 %, православних — 4 %, євангелістів — 2 % (у тому числі один кальвініст).